# Qingyihu
Qingyihu (kinesiska: 青伊湖, 青伊湖镇) är en köping i Kina. Den ligger i provinsen Jiangsu, i den östra delen av landet, omkring 250 kilometer norr om provinshuvudstaden Nanjing. Antalet invånare är 32615. Befolkningen består av 15 883 kvinnor och 16 732 män. Barn under 15 år utgör 18,0 %, vuxna 15-64 år 71 %, och äldre över 65 år 10,0 %.
Genomsnittlig årsnederbörd är 1 109 millimeter. Den regnigaste månaden är juli, med i genomsnitt 303 mm nederbörd, och den torraste är januari, med 13 mm nederbörd.